# Resident Evil: Revelations
Resident Evil: Revelations, conosciuto in Giappone come Biohazard: Revelations (バイオハザード リベレーションズ?, Baiohazādo Riberēshonzu), è un videogioco survival horror della serie di Resident Evil inizialmente sviluppato per Nintendo 3DS. Nel 2013, una versione rimasterizzata del gioco è stata annunciata per PlayStation 3, Xbox 360, Wii U e Microsoft Windows. Nel 2017 la versione HD del titolo è stata pubblicata per PlayStation 4, Xbox One e Nintendo Switch. Questo gioco utilizza il motore MT Framework impiegato anche in Resident Evil 5.
Un seguito del titolo, intitolato Resident Evil: Revelations 2 e sviluppato in parte dagli stessi autori del primo, è uscito nel 2015.

## Trama
Ambientato nel 2005, nel Mar Mediterraneo, il gioco narra gli eventi successivi alla fondazione della Bioterrorism Security Assessment Alliance (B.S.A.A.), un gruppo antiterrorismo cofondato da Chris Redfield e Jill Valentine, i due protagonisti del primo gioco della serie.
Chris e Jessica Sherawat scompaiono misteriosamente durante un'indagine su una lussuosa nave da crociera chiamata Queen Zenobia. Toccherà a Jill Valentine e Parker Luciani far luce sulla loro scomparsa. Entrerà in gioco un nuovo gruppo terroristico, la Veltro, che cercherà di infettare le acque del mondo con un potente virus (T-Abyss).
Il trailer pubblicato durante l'E3 2010, mostra i due personaggi che parlano con un prigioniero non identificato a bordo di una nave da crociera. L'ambientazione principale del gioco è l'Europa e, oltre alla nave, sono esplorabili una città portuale e dei monti innevati.

## Modalità di gioco
Il gioco è suddiviso in 12 episodi; all'inizio di ogni episodio si può visionare un riassunto dell'episodio precedente.
Oltre la modalità campagna c'è anche una sorta di modalità arcade chiamata Raid, in cui si può giocare coop con un amico o nel mondo. Ci sono anche delle missioni con cui il giocatore può ottenere armi o oggetti che gli servono per la modalità raid o campagna.
Revelations è il primo videogioco della saga doppiato anche in lingua italiana.

## Personaggi
- Jill Valentine: Uno dei membri fondatori della BSAA e protagonista del primo e terzo capitolo.

È una delle poche persone sopravvissute all'incidente di Raccoon City.
In questo capitolo sarà alla ricerca del compagno Chris Redfield, misteriosamente scomparso durante una missione su una nave da crociera.
Dovrà affrontare le creature mostruose che abitano la nave e porre fine ai piani della VELTRO. Doppiata da Debora Magnaghi.
- Chris Redfield: Uno dei membri fondatori della BSAA e protagonista del primo, quinto e sesto capitolo.

In questo capitolo cercherà di fermare un gruppo terroristico, la VELTRO. Durante la sua missione scomparirà misteriosamente con la collega Jessica Sherawat. Doppiato da Claudio Moneta.
- Parker Luciani: Inglese di origine italiana, è il partner di Jill per questa missione. Si dice che abbia fatto carriera nella FBC prima di approdare nella BSAA. Doppiato da Federico Danti.
- Jessica Sherawat: Agente della BSAA che unisce un look mozzafiato a un'impareggiabile abilità di combattimento. È una delle migliori tiratrici al mondo. In realtà lavora per Morgan Lansdale e attiverà il pulsante di autodistruzione della nave per distruggere le prove. Doppiata da Martina Felli.
- Keith Lumley: Agente BSAA. Doppiato da Maurizio Merluzzo.
- Quint Cetcham: Agente BSAA. Doppiato da Paolo De Santis.
- Clive R. O'Brian: Attuale comandante della BSAA. A quanto pare è legato a doppio filo al commissario Morgan della FBC. Quando la storia sarà finita si licenziera dal suo ruolo nella BSAA. Doppiato da Natale Ciravolo.
- Raymond Vester: Uno dei migliori agenti FBC. Alla fine del gioco si scoprirà che ha fatto il doppio gioco e consegnerà il campione di T-Abyss nelle mani di Jessica. Doppiato da Matteo Zanotti.
- Rachel: Agente FBC e partner di Raymond. Si scoprirà che è morta e tornerà successivamente come nemico da combattere.
- Morgan Lansdale: Commissario FBC e "vero nemico del gioco". Doppiato da Alberto Olivero
- VELTRO (Jack Norman): Lo incontreremo nel dodicesimo episodio. Dopo aver avuto un breve discorso con Chris e Jill si trasformerà in un mostro alato. Doppiato da Oliviero Corbetta.
- Kirk Mathison: agente BSAA. Aiuterà Chris e Jill a scappare dalla Zenobia e a uccidere il Malacoda a bordo del suo elicottero. Lo si incontrerà anche in Resident Evil 5.

## Creature
I nemici affrontati dal giocatore nel corso di Resident Evil: Revelations sono il risultato dell'infezione di esseri umani, animali e B.O.W. preesistenti da parte del virus mutagene T-Abyss. Tale virus, sviluppato dal gruppo terroristico Veltro, è il risultato dell'unione dei virus T e Abyss e, se rilasciato in acqua, è in grado di mutare chiunque o qualunque cosa entri a contatto con l'acqua contaminata. Il virus può infettare creature terrestri (facendogli sviluppare caratteristiche tipiche del mondo subacqueo) e acquatiche e si trasmette tramite lo scambio di fluidi corporei tra un soggetto infetto ed uno sano (è possibile rilasciare il virus anche in forma nebulizzata). Anche una creatura deceduta può essere infettata, rianimandosi durante la mutazione.
- Ooze: il nemico standard del gioco, trattasi di esseri umani di sesso maschile infettati dal virus T-Abyss. Il virus ha modificato i loro corpi, cambiandone la struttura epidermica (che ha generato e assorbito acqua fino a diventare gonfia, pallida, molliccia e umida come quella di un cadavere annegato) e ossea (che è divenuta più grande, complessa e flessibile). I conseguenti abomini sono guidati dal solo desiderio di muoversi, assimilare i fluidi corporei dei soggetti sani e spargere ulteriormente il virus. Gli Ooze attaccano fisicamente il giocatore, sono molto resistenti e presentano artigli acuminati e una lunga lingua tentacolare con all'estremità una bocca circolare. Possono anche tendere agguati nascondendosi nei condotti di ventilazione.
- Ooze Spinato: variante più pericolosa dei normali Ooze, questi mostri presentano la tipica lingua tentacolare degli Ooze ma hanno lunghe braccia cosparse di aculei ossei con le quali possono scagliare a terra il giocatore o dilaniarlo.
- Ooze Spara - ossa: mostruoso Ooze privo di lingua tentacolare e dotato di un unico braccio culminante in una grossa mano artigliata con cui può colpire violentemente il giocatore o dal cui palmo può sparare ossa appuntite come fossero proiettili.
- Ooze Bomba: Ooze privo di lingua tentacolare e dal corpo enormemente gonfiato da una massiccia quantità d'acqua da esso prodotta, quando si troverà in prossimità del giocatore si farà esplodere per travolgerlo e può assorbire i proiettili diventando ancora più enorme fino a quando non sarà così grosso da esplodere.
- Ooze Rachael: in origine l'agente B.S.A.A. Rachael Foley, infettata da un Ooze a bordo della Queen Zenobia, questo mostro rappresenta una bizzarra eccezione: mentre solitamente le donne infettate dal T-Abyss divengono Sea Creeper, Rachael è divenuta un orrendo ibrido donna - Ooze, molto più forte, resistente e veloce di un normale Ooze, e ha la capacità di parlare.
- Sea Creeper: mostri nati dell'infezione di esseri umani di sesso femminile da parte del T-Abyss, hanno l'aspetto di amenità acquatiche con sei braccia e denti affilati. Errano con l'unico scopo di annegare e divorare qualunque soggetto sano gli capiti a tiro. Sono molto veloci e le loro fauci letali. In acqua nuotano silenziosamente e attaccano alle spalle il giocatore, mentre fuori dall'acqua sono resi rintracciabili dai loro lamenti rumorosi.
- Globster: Ooze e Sea Creeper degenerati in mostruosi ammassi di carne dotati di grosse bocche amorfe con tre file di denti, che vagano in cerca di prede ancora sane da divorare. Questi mostri sono molto resistenti e sott'acqua si muovono molto velocemente, mentre sulla terra si rivelano molto lenti. Ingoiano la vittima per intero e tendono agguati nascondendosi o fingendosi morti.
- Scagdead: rara mutazione indotta dal T-Abyss agli esseri umani, questa orrida creatura appare come un enorme mostro dalla grossa bocca circolare e irta di denti e con un grosso braccio simile ad una sega circolare. Il busto del vecchio corpo umano giace, sfigurato e reso folle ma ancora cosciente, sul fianco sinistro della creatura, come un tumore. Il braccio sinistro è simile ad una pinna. Lo Scagdead, che vaga alla ricerca di soggetti ancora sani da divorare, è estremamente forte e resistente e la sua lama circolare organica è molto pericolosa. È anche in grado di generare e vomitare a terra bizzarre conchiglie simili a tagliole, atte a ferire e bloccare la preda.
- Draghignazzo: rarissima mutazione che il T-Abyss può indurre agli esseri umani. Il Draghignazzo si presenta come un mastodontico essere simile ad un mollusco, ricoperto quasi interamente da uno spesso guscio e con un enorme braccio corazzato. Questo mostro erra con l'unico scopo di divorare soggetti ancora sani ed è incredibilmente forte e resistente. Nella modalità raid esiste una specie più piccola di questa creatura chiamata Baby Draghignazzo.
- Ghiozzo: Sono pesci infettati dal T-Abyss. Il loro aspetto ricorda un pesce abissale (forse un'ascia d'argento). Possiedono dei denti auguzzi e delle mascelle molto forti con cui possono divorare qualsiasi cosa gli si pari davanti.
- Farfarello: Creatura molto somigliante agli Hunter degli episodi precedenti, ma con caratteristiche acquatiche. Possiedono l'abilità di mimetizzarsi nell'ambiente circostante, cosa che gli permette di cogliere il giocatore di sorpresa e infliggergli gravi danni con i loro artigli. Tuttavia possono essere individuati tramite la scansione del Genesis, oppure puntandogli il mirino laser di un'arma (il quale se "arrotonda" se puntato sul farfanello invisibile).
- Fenrir: Lupi infettati dal T-Abyss. Sono simili ai Cerberus dei precedenti capitoli. Sono molto deboli, ma se attaccano in gruppo si rivelano letali.
- Malacoda: È uno mostro il cui aspetto ricorda un verme gigante (anche se in realtà sembra essere stato creato immettendo il T-Abyss in una Balena). Ha un colore verde scuro, il corpo è pieno di buchi e dei denti molto aguzzi; presenta inoltre un ammasso di carne biancastro che rappresenta il suo punto debole. Jill Valentine e Chris Redfield lo affrontano prima a terra, sulla prua della Queen Zenobia in procinto di affondare, e poi dall'elicottero pilotato da Kirk Mathison, tramite due minigun. Alla fine Jill lo uccide definitivamente con un lanciarazzi speciale donatogli da Kirk.
- Scarmiglione: Viene incontrato per la prima volta da Jill e Chris nei laboratori della Queen Zenobia. È una B.O.W che sembra essere la fusione fra un umano e un crostaceo. Il braccio destro ha la forma di una lancia seghettata, mentre il sinistra assomiglia a una pinna coriacea che funge da scudo; inoltre la spina dorsale è esposta.
- Ultimate Abyss: Si tratta di Jack Norman, iniettatosi il T-Abyss e trasformatosi in questo essere mostruoso. L'aspetto ricorda il T-002. Attacca con i suoi artigli e crea illusioni tramite l'occhio nella sua testa. Il cuore è esposto, ma il vero punto debole è un ammasso di carne presente sulla sua schiena, che espone dopo aver ricevuto ingenti danni.

## Armi
Nel corso del gioco si potranno utilizzare diversi tipi di armi.
Pistole
- M92F - La prima pistola disponibile nel gioco, di media potenza.
- Government/Pistola d'ordinanza - Pistola che userà Parker nei flashback di Terragrigia, più potente della M92F ma meno capiente, ottenibile dopo l'apparente morte di quest'ultimo.
- PC356 - Pistola utilizzata da Raymond Vester sulla Zenobia e da Jessica Sherawat a Terragrigia. Nella cassa delle armi dopo aver ucciso 150 nemici, è meno potente della M92F ma presenta più slot di accessori di modifica.
- G18 - Pistola usata da Jessica sulla Queen Zenobia e sulla Queen Semiramis, molto capiente e con alto rateo di fuoco. Ottenibile nella cassa delle armi dopo aver scannerizzato 30 impronte col Genesis.

Fucili a pompa
- Fucile Widham - Potente ma non molto capiente. Ottenibile posizionando il medaglione (trovato nella stanza del capitano) nell'espositore della camera da letto negli alloggi dei passeggeri.
- Fucile M3 - Fucile utilizzato da Chris Redfield e Keith, meno potente ma più rapido e capiente del precedente.
- Hydra - Fucile a pompa poco capiente e non troppo potente, ma utile a distanza ravvicinata, nella cassa delle armi dopo aver completato il gioco nella modalità Normale.
- Drake (Raid) - Doppietta con canne decorate ottenibile solo nella modalità Raid, molto rara.

Fucili di precisione
- M0A4 - Fucile a otturatore girevole-scorrevole, molto potente ma lento. Ottenibile prima della scontro con lo Scagdead.
- PSG1 - Fucile di precisione semiautomatico, meno potente del precedente, ottenibile dopo aver scannerizzato 15 impronte.
- Muramasa (Raid) - Il fucile di precisione più potente, molto raro.

Mitragliatrici e fucili d'assalto
- MP5 - La prima mitragliatrice del gioco, debole ma molto capiente e veloce.
- G36 - Mitragliatrice usata da Chris sulla Semiramis e da Keith, bilanciata.
- P90 - La mitragliatrice più capiente del gioco, usata da Parker nel flashback a Terragrigia.
- AUG - Mitragliatrice bilanciata con alto potere perforante. Ottenibile in una stanza senza uscita nella zona sentina.
- High-Roller (Raid) - Mitragliatrice più potente e lenta del gioco.

Magnum
- Python - Prima Magnum del gioco, molto potente, trovabile con Parker sulla Queen Zenobia accedendo nella stanzetta nella zona degli alloggi dei passeggeri alla quale si accede con la tessera Veltro.
- Lighting Hawk - Magnum più debole della precedente ma più capiente, utile per i miniboss, trovabile nel laboratorio.
- Pale Rider (Raid) - L'arma più potente del gioco, anche del lanciarazzi se ben modificata, è molto lenta e poco capiente.

Lanciarazzi
- Lanciarazzi (Normale) - Arma devastante a colpo singolo.
- Lanciarazzi (Infinito) - Ottenibile dopo aver finito la modalità Inferno.
- Stinger - Utilizzato per uccidere la balena affetta dai Malacoda.

Speciali
- Genesis - Non propriamente un'arma, usata per scannerizzare i nemici morti e per trovare oggetti nascosti.
- Mitragliatrice pesante - Mitragliatrice con colpi infiniti, soggetta a surriscaldamento.
- Samurai Edge - M92F modificata con una possibilità più alta di colpo critico.
- Parker's Government - Government modificata più potente ma meno capiente della versione standard.
- Jessica's G18 - G18 modificata, più veloce e capiente ma meno potente.

Corpo a corpo
- Coltello - Un semplice coltello da usare nelle situazioni più disperate.
- Ascia - Arma corpo a corpo di Parker Luciani, più potente del coltello ma più lenta.
- Kukri - Usati da Keith, a Valkoinen Mökki, molto potenti.
- Braccio di Rachel - Il braccio mutato di Rachel Foley.

Granate
- Granata normale - Semplice bomba a mano molto potente.
- Esca B.O.W. - Granata che attira i nemici e poi esplode, infliggendo danni medi.
- Granata a impulsi - Granata utilizzabile anche sott'acqua, non causa danni ma stordisce i nemici.
- Granata stordente - Granata elettrica, mortale per i nemici se usata in acqua.

## Sviluppo
Svelato per la prima volta alla fiera dell'intrattenimento elettronico di Los Angeles E3 2010, Resident Evil: Revelations è diretto dal co-designer di Resident Evil 5 Koshi Nakanishi e prodotto da Masachika Kawata (già produttore di Resident Evil 4: Wii edition, The Umbrella Chronicles e The Darkside Chronicles) e Takayuki Hama. Tsukasa Takenaka, l'ideatore della trama e dei file testuali di Resident Evil 5, si è unito alla squadra di sviluppo come assistente produttore. Stando alle parole di Kawata, il gioco vedrà un ritorno all'esplorazione classica e alla risoluzione degli enigmi, elementi tipici dei primi titoli della serie che enfatizzano maggiormente la caratteristica horror.

## Versioni alternative

### Edizione in HD
Il 22 gennaio 2013 è stato annunciato Resident Evil: Revelations HD per PlayStation 3, Xbox 360, Wii U e Microsoft Windows, è stato messo in commercio sia in formato disco e in download digitale. Intitolato Unveiled Edition in Giappone, contiene diverse nuove funzionalità tra cui una grafica ritoccata in alta definizione, gli effetti di luce e l'audio entrambi migliorati, il supporto ai trofei/obiettivi ed è stato integrato con ResidentEvil.net. Inoltre è stato aggiunto un nuovo livello di difficoltà chiamato "Inferno" che aumenta il livello di difficoltà del gioco e i nemici e gli oggetti sono posizionati in luoghi diversi. Altre modifiche di rilievo sono l'aggiunta di un nuovo nemico chiamato Wall Blister nella Campagna e nella modalità Raid, l'inserimento di Rachel Foley e Hunk come personaggi giocabili nella modalità Raid e sono stati resi disponibili diversi contenuti scaricabili tra cui la versione femminile di Hunk chiamata "Lady Hunk" e "Rachel Ooze" entrambi giocabili nella modalità Raid. I pacchetti Resistance Set e Enhancement Set contengono sei aggiornamenti per le armi.

### Edizione rimasterizzata
Il 13 marzo 2017 Capcom ha annunciato Resident Evil: Revelations Remastered per PlayStation 4 e Xbox One. Il titolo gira sui 60 fps e ha una risoluzione in 1080p. Le texture del videogioco sono state aggiornate. Il gioco presenta nuovi trofei, inoltre nella modalità Raid è presente un nuovo livello come la nave fantasma e tutti i contenuti scaricabili sono già inclusi nel disco. Questa edizione del gioco è compatibile con RE.net. Il titolo è stato distribuito anche per Nintendo Switch a fine 2017.

## Accoglienza

### Critica
| Testata                        | Versione     | Giudizio |
| ------------------------------ | ------------ | -------- |
| Metacritic (media al 29/03/24) | Nintendo 3DS | 82/100   |
| Metacritic (media al 29/03/24) | PS3          | 70/100   |
| Metacritic (media al 29/03/24) | Xbox 360     | 75/100   |
| Metacritic (media al 29/03/24) | Wii U        | 80/100   |
| Metacritic (media al 29/03/24) | Windows      | 77/100   |
| Metacritic (media al 29/03/24) | PS4          | 70/100   |
| Metacritic (media al 29/03/24) | Xbox One     | 78/100   |
| Famitsū                        | 3DS          | 39/40    |
| G4                             | Nintendo 3DS | 3/5      |
| Game Informer                  | Nintendo 3DS | 9/10     |
| GameSpot                       | Nintendo 3DS | 8.5/10   |
| GameSpot                       | Windows      | 6.5/10   |
| GameSpot                       | PS3          | 6.5/10   |
| GameSpot                       | X360         | 6.5/10   |
| GameSpot                       | Wii U        | 6.5/10   |
| GameTrailers                   | Nintendo 3DS | 9/10     |
| IGN                            | Nintendo 3DS | 8.5/10   |
| IGN                            | Versione HD  | 7.5/10   |
| The Gamers Hub                 | Windows      | 3.5/5    |
| GamesBeat                      | Windows      | 85/100   |
| Joystiq                        | Xbox 360     | 3/5      |
| OnlySp                         | Windows      | 8/10     |
| GameRevolution                 | Wii U        | 4/5      |
| JPS                            | Wii U        | 8.8/10   |
| Pure Nintendo                  | Wii U        | 7/10     |
| GamePlanet                     | Xbox 360     | 6.5/10   |
| Punch Jump                     | Versione HD  | Positivo |
| CheatCC                        | PS3          | 3.8/5    |
| The Controller Online          | Xbox 360     | 8.5/10   |

La versione originale per Nintendo 3DS del gioco ha ottenuto un punteggio di 39/40 dalla rivista Famitsū, basato sulla somma dei punteggi (da 0 a 10) dati al gioco da quattro recensori della rivista. Jonathan Deesing di G4 ha sostenuto che l'approccio tra il gioco e l'hardware della console Nintendo è stato senza successo; la storia era piuttosto standard per un titolo della serie e la mancanza di funzionalità basilari poteva essere scusata per via dei limiti della console portatile ma i controlli frustranti che ne derivavano erano imperdonabili. I fan sfegatati di Resident Evil avrebbero probabilmente visto Revelations come qualcosa per compensare il periodo di attesa prima dell'uscita di Resident Evil 6 ma in generale non segnava un punto di svolta per il 3DS. Tim Turi della rivista Game Informer al contrario è stato più positivo dato che ha affermato che Revelations è proprio ciò di cui i fan della serie e gli annoiati possessori di un 3DS avevano bisogno. La storia si rivelava interessante con l'ulteriore vantaggio di essere davvero coerente per una volta, il gameplay era perfetto per il 3DS ed era uno dei giochi portatili più belli che sfruttava al meglio il 3D. Jane Douglas di GameSpot trovò il titolo un'avventura considerevole e un'offerta adeguatamente consistente per un gioco portatile che reggeva il confronto con qualsiasi altro titolo degli ultimi anni in qualsiasi formato. Per Douglas Revelations è un incrocio di grande successo di brividi della vecchia scuola e azione della nuova scuola.
GameTrailers ha considerato Revelations una versione completa di Resident Evil "spremuta" sul 3DS in quanto sacrificava alcuni elementi, per via delle limitazioni dell'hardware, e i suoi difetti più evidenti erano dovuti alle decisioni di sviluppo. La corposa Campagna era ben progettata e coinvolgente, mentre la modalità Raid era impegnativa solo dopo un paio di missioni. In conclusione il gioco dimostrava come qualcosa di vecchio potesse ridiventare nuovo. Richard George di IGN ha scritto che è un fantastico gioco portatile che non solo sfrutta al meglio le capacità del Nintendo 3DS ma riprende anche lo spirito a lungo dimenticato di un franchise classico. Nonostante fosse un'avventura portatile non era affatto una versione "annacquata" come spesso capitava ad altri titoli del settore e il risultato era considerevole. George affermò che nonostante alcuni difetti Revelations sarebbe stato ricordato come uno dei migliori titoli della serie che doveva servire da esempio a tutti gli altri sviluppatori, inclusa Nintendo, in quanto era il tipo di valore di produzione che gli utenti volevano vedere su 3DS.
I critici hanno analizzato anche la versione HD del gioco. Chris C di The Gamers Hub ha ritenuto che nel complesso Resident Evil: Revelations HD è un buon porting di un eccellente titolo portatile se si riusciva a superare i pochi problemi e il minimo miglioramento dell'HUD. Tuttavia, nonostante le nuove aggiunte, non è l'esperienza definitiva del gioco originale in quanto Capcom ha eliminato molte delle funzionalità presenti su 3DS che si sarebbero potute implementare in qualche modo. Il recensore finì per consigliarlo solamente a chi non aveva ancora giocato alla versione originale uscita su 3DS. Carolyn Petit di GameSpot trovò il gioco negli standard così come le battaglie contro i boss che sia per design che per i loro schemi di attacco erano tutti normali. Sebbene il processo per salire di livello e guadagnare punti per acquistare nuove armi da aggiungere all'equipaggiamento nella modalità Raid fosse avvincente, il combattimento mancava ancora di quel fattore paura presente nei precedenti capitoli della saga. Revelations restava un'avventura decente ma non raggiungeva le vette che la serie aveva toccato in passato. Jasmine Maleficent Rea di GamesBeat gradì le sue meccaniche più lente, il gran numero di oggetti da utilizzare e l'avventura nell'ignoto, caratteristiche comuni ai titoli precedenti a Resident Evil 4. Non era privo di problemi ma presentava un livello di difficoltà accettabile che era fedele ai primi capitoli della serie. Aveva la giusta miscela di azione e suspense per portare avanti la sua storia senza frustrare il giocatore con inutili pressioni dei tasti. In conclusione il team di sviluppo di Revelations aveva deciso di voltare le spalle allo stile dei titoli più moderni della serie e ciò aveva portato solo dei pregi. Mike Schramm di Joystiq ritenne che Capcom aveva realizzato un porting di successo che sarebbe stato perfetto per i giocatori che al tempo non poterono mettere mano sulla versione uscita per 3DS. I fan della saga si sarebbero goduti la storia e avrebbero perdonato i difetti di sviluppo e i dialoghi stravaganti mentre per tutti gli altri il gioco non reggeva bene sotto i riflettori di uno schermo più grande.
Lachlan Williams di OnlySp affermò che Revelations era un ritorno alle origini per la serie e forse il miglior gioco dai tempi di Resident Evil 4 e sicuramente il più incentrato sul survival horror. Se si ignoravano le ovvie limitazioni tecniche e i lievi adattamenti rispetto al 3DS, i giocatori si sarebbero trovati a un gioco di Resident Evil davvero ben realizzato e un ritorno a una mentalità più survival horror. Taylor Cocke di IGN gradì il ritorno alla classica azione horror e consigliò di giocarlo nella sua versione HD solo per la sua atmosfera e le sue paure ma chi possedeva l'originale avrebbe fatto meglio a tenersi quest'ultima. Daniel Bischoff di GameRevolution ritenne che si erano perse alcune caratteristiche dalla sua versione originale ma ciò non bastava a sminuire il porting che vantava ancora di una sceneggiatura eccellente, un ambiente forte e inquietante e un ottimo design dei nemici. Mark Fajardo di JPS trovò che i fan che erano rimasti delusi da Resident Evil 6 avrebbero trovato un tipo di esperienza decisamente migliore con Revelations il quale andava a rendere omaggio al classico genere del survival horror e ai capitoli storici della saga. Molto apprezzata fu la presenza dei personaggi Jill Valentine e Chris Redfield. Justin 'J Money' di Pure Nintendo lo vide come un gioco decente che offriva una fantastica esperienza sparatutto che riportava il franchise al survival horror. Il gioco era però minato da piccoli problemi tecnici e dal mancanza del fattore paura presente nei vecchi titoli. Toby Hills di GamePlanet fu più negativo in quanto relegò Revelations a un'esperienza "minore" su console semplicemente perché ci si aspettava di più e sui televisori i diversi difetti diventavano evidenti. Era un grande gioco portatile ma semplicemente accettabile su console fissa. Marcus Lai di Punch Jump invece scrisse che Revelations era un'eccellente aggiunta al franchise e un ottimo aggiornamento della versione per Nintendo 3DS. Lai concluse la sua recensione affermando "Dalla Campagna episodica alla modalità Raid funzionale, l'ultimo virus infetta completamente il survival horror storico fino all'hardware di ultima generazione". Joshua Bruce di CheatCC trovò l'esperienza survival horror memorabile, più meritevole del suo lignaggio rispetto alla maggior parte dei recenti capitoli della serie. Anche se l'aggiornamento grafico era evidente, la combinazione di grafica ad alta e bassa definizione creava strani contrasti visivi. Comunque sia il comparto sonoro e il gameplay aiutavano a dare vita a un mondo altrimenti a bassa risoluzione. Secondo Scott Grant di The Controller Online Resident Evil: Revelations non era perfetto ma per molti fan di lunga data sarebbe stato ciò che volevano davvero quando Resident Evil 6 è uscito. Mescolare l'azione con l'esplorazione e l'atmosfera della vecchia scuola erano il modo in cui il gioco riportava all'ovile i giocatori e la modalità Raid era il modo in cui ci si poteva tenere occupati per il prossimo futuro. In conclusione Grant affermò che avrebbe preferito che Capcom continuasse a seguire la direzione tracciata da Revelations piuttosto che quella di Resident Evil 6.

## Vendite
La versione per Nintendo 3DS del titolo ha venduto quasi 900 000 copie. Il gioco nelle versioni per PlayStation 3, Xbox 360, Wii U e Microsoft Windows ha venduto ben 2.5 milioni di copie e più di un milione copie per PlayStation 4, Xbox One e Nintendo Switch. Il videogioco ha piazzato 5.8 milioni di copie su tutte le piattaforme.
| Posizione | Uscita        | Titolo                                | Piattaforma                                 | Unità vendute |
| --------- | ------------- | ------------------------------------- | ------------------------------------------- | ------------- |
| -         | gennaio 2012  | Resident Evil: Revelations            | Nintendo 3DS                                | 900.000       |
| 44        | maggio 2013   | Resident Evil: Revelations HD         | PS3, Xbox 360, Wii U, PC, Download Digitale | 2.500.000     |
| 84        | novembre 2017 | Resident Evil: Revelations Remastered | Nintendo Switch, Download Digitale          | 1.400.000     |
| 115       | novembre 2017 | Resident Evil: Revelations Remastered | PS4, Xbox One, Download Digitale            | 1.000.000     |

## Sequel
Il produttore Masachika Kawata ha confermato che era interessato a fare un seguito di Revelations su Nintendo 3DS.
A luglio del 2013 è stata trapelata un'immagine con scritto "Resident Evil Revelations 2" in uscita su Nintendo 3DS a dicembre 2013.
Resident Evil: Revelations 2 è uscito nel 2015 su PlayStation 3, PlayStation 4, PlayStation Vita, Xbox 360, Xbox One e Microsoft Windows.
La protagonista è Claire Redfield che viene rapita insieme a Moira Burton da un gruppo misterioso e vengono portate su un'isola deserta. Un altro personaggio giocabile è Barry Burton.